# 양헌용
양헌용(羊獻容, ?년 ~ 322년)은 위진남북조시대의 인물이다. 양현지(羊玄之)의 딸이자, 서진 혜제와 전조의 황제 유요의 황후로, 중국 역사상 유일하게 동시에 두개 황조의 황후를 지낸 여인이다. 서진에서의 시호는 혜헌황후(惠獻皇后)이며, 주로 혜황후(惠皇后) 또는 진혜황후(晋惠皇后)라고 불렸으며, 전조에서의 시호는 헌문황후(獻文皇后)이다.

## 생애

### 서진 황후로서의 삶
그녀는 유명한 명문 집안인 태산 양씨 집안의 양현지(羊玄之)의 딸로 태어났으며 혜제 사마충(晋 惠帝 司馬衷)의 황후였던 가남풍이 폐위가 된 후에 주살당하자 가남풍의 뒤를 이어 황후가 되었다. 이 때, 팔왕의 난이 일어나 서로 잡아죽이는 상황이 되었다. 조왕 윤, 제왕 동, 성도왕 영, 하간왕 우, 장사왕 의, 동해왕 월 등이 16년 동안 서로 권력을 주고받았다. 마지막으로는 혜제가 살해당하자, 그 동생인 치가 회제로 즉위하였다.
그녀도 팔왕의 난 때 황후의 지위에서 열번 폐위되고 열번 다시 복위되었는데, 여기에 걸린 시간은 2년이 채 되지 않았다. 일대의 국모가 이렇게 몇명의 무사들에 의하여 세워지기도 하고 폐위되기도 하였다. 심지어 낙양현령에 의하여 폐위된 적도 있었다.
그녀는 이러한 모든 굴욕을 참고 지냈다. 은인자중하며 도광양회하였다. 나중에 황위를 이은 회제는 그녀에게 혜황후(惠皇后)라는 존호를 주었고, 그녀를 홍신궁에 머물게 하였다.

### 전조 황후로서의 삶
그러던 중 흉노족인 유연이 전조를 세우고 황제를 칭하고 계속하여 진나라를 공격하였다.(영가의 난) 결국 낙양성이 함락되었고, 유연의 양자인 유요는 그녀를 부인으로 취했다. 이후 318년 유요가 황제로 즉위하자 양헌용은 전조의 황후가 되었고, 후에 헌문황후(獻文皇后)라는 시호를 받았다. 유요가 어느 날 그녀에게 "나는 너의 전남편과 비교하면 어떠냐?" 라고 묻자, 그녀는 이렇게 대답했다고 한다. "너희 둘을 어떻게 같이 비교할 수 있겠느냐. 너는 나라를 세운 명군이고 그는 망국의 혼군이다. 심지어 마누라와 아이들도 보호하지 못했고, 황후마저 평민의 모욕을 받도록 하였다. 너를 보고서야, 비로소 천하에는 사나이 대장부가 있다는 것을 알았다."
양헌용은 322년에 사망했고 유요는 그녀를 현평릉(顯平陵)에 장사지냈다. 그러나 유요가 석륵에게 죽자 그녀가 묻혔던 현평릉은 표적이 되어 도굴되고 철저하게 파괴당했다.

## 가족관계
- 부 : 양현지(羊玄之)
- 시부(서진) : 세조 무황제 사마염(世祖 武皇帝 司馬炎)
- 시모(서진) : 무원황후 양씨 양염(武元皇后 楊氏 楊艶)
- 시모(서진) : 무도황후 양씨 양지(武悼皇后 楊氏 楊芷)
  - 서진 황제(남편) : 서진 혜제 사마충(西晉 惠帝 司馬衷)
  - 황후(정후) : 혜문황후 가씨 가남풍(惠文皇后 賈氏 賈南風)
    - 제1황녀 : 하동공주(河東公主)
    - 제2황녀 : 청하공주(淸河公主)
    - 제3황녀 : 시평공주(始平公主)
    - 제4황녀 : 애헌공주(哀献公主)

  - 후궁 : 부인 사씨 사구(夫人 謝氏 謝玖)
    - 제1황자 : 민회태자 사마휼(愍懐太子 司馬遹)

- 시부(전조) : 고조 광문황제 유연(高祖 光文皇帝 劉淵)
- 시모(전조) : 광헌황후 장씨(光献皇后 張氏)
  - 전조 황제(남편) : 유요
    - 아들 : 유희
    - 아들 : 유습
    - 아들 : 유천